# الحياة (لعب)

في هذه الصورة، أحد الشخصيات لديه ثلاث حيواة، وقد خَسِر 3.5 من نقاط صحته، من أصل 11. إن خسر اللاعب كل نقاط الصحة يفقد حياة واحدةً.

الحياة (بالإنجليزية: Life)‏ في ألعاب الفيديو، هي إمكانية إعادة اللعب التي تمتلكها شخصية اللاعب.
إنها أحياناً تدعى فرصة، وخصوصاً للألعاب الخاصة بجميع الأعمار، لتجنب التلميح المرضي لفقدان «الحياة».
بشكلٍ عامٍ فإن اللاعب الذي يفقد جميع نقاط صحته يفقد حياته. إن فقدان جميع الحيوات يؤدي أحياناً إلى انتهاء اللعبة.